# Purwamekar (Rawamerta)
Purwamekar is een bestuurslaag in het regentschap Karawang van de provincie West-Java, Indonesië. Purwamekar telt 3640 inwoners (volkstelling 2010).